# Zachariæ og Gæster
Zachariæ og Gæster er en dansk stumfilm med ukendt instruktør.

## Handling
Zachariæs gæster går ombord i "skovvogne" og køres bort.